# La caja (película de 2021)
La caja es una película de drama y suspenso dirigida por Lorenzo Vigas que se estrenó en el Festival Internacional de Venecia en septiembre de 2021. La caja fue presentada por Venezuela como candidata a la 95.ª edición de los Premios Óscar a la Mejor Película Internacional.

## Argumento
Hatzín vive con su abuela en la Ciudad de México. Se dice que su padre Esteban, quien murió en un accidente minero, es una de las personas cuyos cuerpos fueron exhumados recientemente en el norte del país. Así que el adolescente va allí solo en tren para recoger los restos mortales. Después de presentar los documentos necesarios y firmar los papeles, Hatzín recibe una cédula de identidad encontrada con el cuerpo y una caja metálica rectangular de unos 60 cm de largo que contiene los restos de su padre. Hatzín permanece imperturbable y le asegura a su abuela por teléfono que está bien.
Mientras regresa al día siguiente, Hatzín ve a través de la ventana del autobús a un hombre en la calle que se parece mucho a la foto en la tarjeta de identificación de su padre. Pero cuando baja del autobús y habla con él, el desconocido se presenta como Mario Enderle. Sin embargo, debido a que Hatzín todavía está convencido de que el hombre es su padre, comienza a acecharlo. Al principio Mario quiere deshacerse de él, pero pronto renuncia a su resistencia por la determinación de Hatzín. Mario trabaja como procurador de mano de obra para las fábricas de la zona. Lo lleva con él en sus recorridos diarios, y Hatzín experimenta una persona solidaria que proporciona ropa contra el frío a los trabajadores de forma gratuita. Mario le encomienda a Hatzín documentar la cantidad de trabajadores reclutados y verificar que se les pague adecuadamente en las fábricas.
Cuando Mario tiene la tarea de encontrar 1500 trabajadores para una nueva fábrica, Hatzín se convierte en un miembro indispensable de su pequeño equipo y lo deja mudarse con él y su esposa embarazada. Cuando Hatzín llama a su abuela, le asegura que todo está bien, pero su trabajo muchas veces va más allá de los límites morales. Sin embargo, deja a un lado sus preocupaciones y ayuda a Mario a encontrar a esas personas desesperadas para trabajar en las fábricas que no ven otra manera de mantener a sus familias. Mantienen a los trabajadores en la oscuridad sobre las duras condiciones allí.

## Producción

### Equipo de filmación y elenco

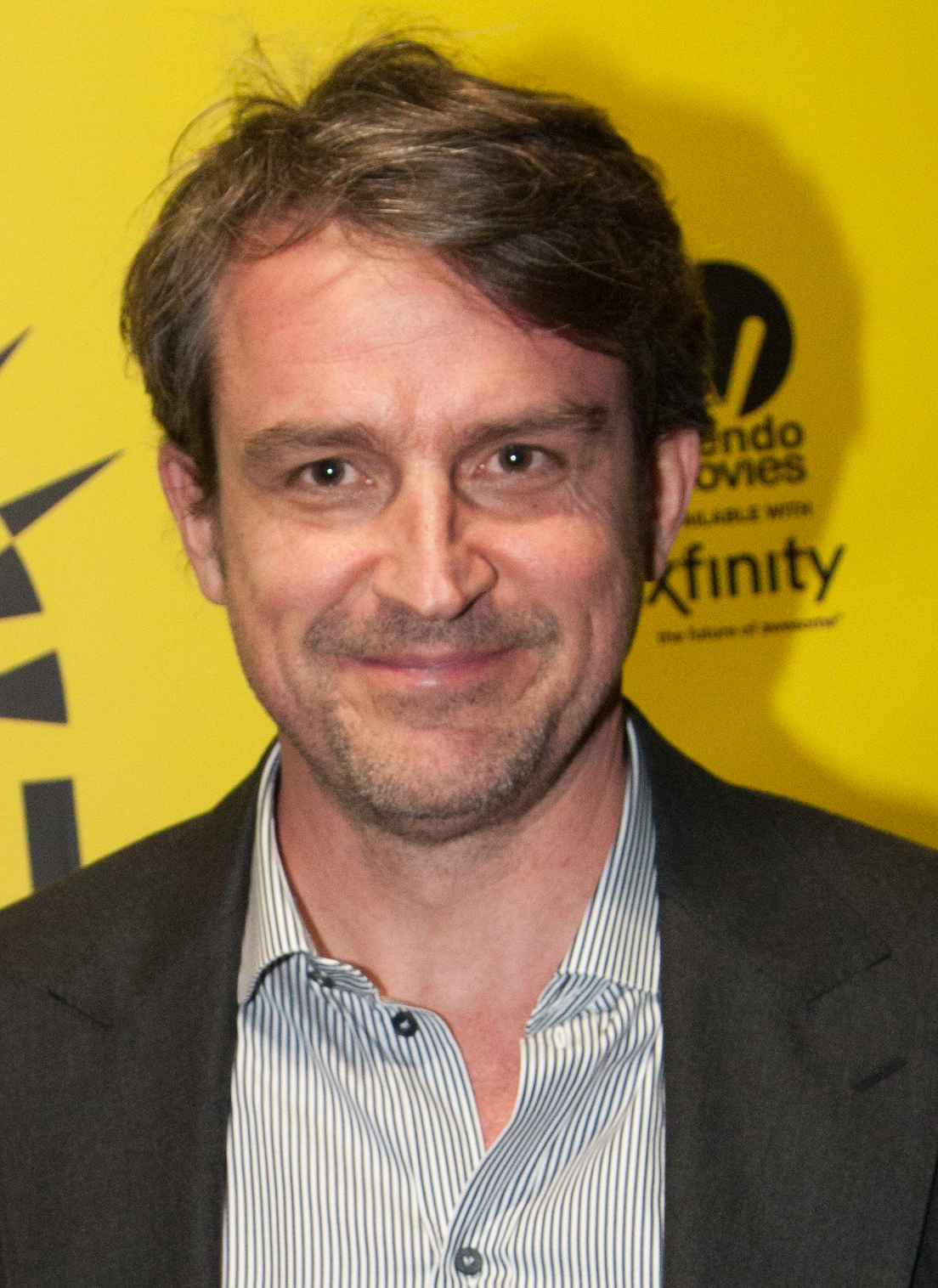
Lorenzo Vigas, el director de La caja

Fue dirigida por el venezolano Lorenzo Vigas, quien también coescribió el guion con Paula Markovitch y Laura Santullo. La caja es la parte final de una trilogía de Vigas sobre la relación entre padres e hijos en América Latina. De la primera parte, el cortometraje Los elefantes nunca olvidan, se había desarrollado la segunda parte, su ópera prima Desde allá. Tanto en México como en el resto de Latinoamérica existen innumerables familias fragmentadas en las que la falta de una figura paterna corresponde a la realidad de vida que muchas veces se puede observar, dice Vigas. Muchos jóvenes son moldeados por esta ausencia a medida que crecen, aunque la figura paterna define fundamentalmente a un individuo. No es casualidad que en América Latina, donde fenómenos como el peronismo o el chavismo han dejado tan profundas huellas sociales, políticas y humanas, la figura de un líder, desde el punto de vista psicológico, busca llenar ese vacío creado por un padre ausente.
El joven actor Hatzín Navarrete debuta como actor en el papel de Hatzín Leyva. Hernán Mendoza interpreta a Mario Enderle, a quien Hatzín se niega a creer que no sea su padre. Cristina Zulueta interpreta a Norita, su mujer embarazada.

### Rodaje
La película fue filmada en el área de Chihuahua, donde cientos de fábricas de propiedad extranjera que fabrican ropa y productos baratos se encuentran al otro lado de la frontera con los Estados Unidos. Conocidas como maquiladoras, estas han convertido a México en un importante exportador, pero a expensas de sus trabajadores pobres y sin educación, muchos de los cuales trabajan en talleres clandestinos por salarios ínfimos. El acceso a estas maquiladoras fue el mayor desafío durante el rodaje, dijo Vigas. El equipo de producción pasó casi un año tratando de encontrar una maquiladora que permitiera filmar allí. Finalmente, recibieron la aprobación en una fábrica que tuvo que cerrar debido a la quiebra. Sergio Armstrong, quien anteriormente trabajó con Pablo Larraín y filmó La caja en película de 35 mm, se desempeñó como director de fotografía.

### Lanzamiento
El estreno tuvo lugar el 6 de septiembre de 2021 en el Festival Internacional de Venecia. También en septiembre de 2021 se proyectó en el Festival Internacional de Cine de Toronto. A finales de enero, principios de febrero de 2022 se presentó en el Festival Internacional de Cine de Gotemburgo. Se proyectó en el Festival Internacional de Cine de San Francisco a fines de abril de 2022. Se presentó en el Festival de Cine de Múnich a finales de junio de 2022 y se proyectó en la sección Horizons del Festival Internacional de Cine de Karlovy Vary a principios de julio de 2022. A fines de julio de 2022, la película se presentó en el Festival Internacional de Cine New Horizons y en agosto de 2022 en el Festival Internacional de Cine de Hong Kong.

## Recepción

### Recepción crítica
En el sitio web de agregador de reseñas Rotten Tomatoes, tiene un índice de aprobación de 88% según 17 reseñas, con un promedio ponderado de 6.4/10.

### Reconocimientos
La caja fue presentada por Venezuela como candidata para la 95.ª edición de los Premios Óscar en la categoría Mejor Película Internacional. A continuación se muestra una selección de otros premios y nominaciones.
Festival Internacional de Cine de Tesalónica 2021
- Premio Especial del Jurado a la Mejor Dirección – Alejandro de Bronce (Lorenzo Vigas)[17]

Festival Internacional de Cine de Venecia 2021
- Nominado al León de Oro
- Galardonado con el Premio Leoncino d'Oro "Cine para UNICEF"
- Galardonado con el Premio Sfera 1932[8]

Festival de Cine de Miami 2022
- Nominado al Premio Caballero Marimbas
- Mención de Honor (Haztin Navarrete)[18][19]

Festival Internacional de Cine de Palm Springs 2022
- Nominación al Premio Iberoamericano (Lorenzo Vigas)[20]

Festival Internacional de Cine de San Francisco 2022
- Nominación en la Competencia Cine Latino[21]

Festival Internacional de Cine de San Sebastián 2021
- Nominación Premio Horizontes (Lorenzo Vigas)

Festival de Cine de Sídney 2022
- Nominación en la competencia principal[22]